# Le Moineau de la Tamise
Pour plus de détails, voir Fiche technique et Distribution.
Le Moineau de la Tamise (titre original : The Mudlark) est un film américano-britannique réalisé par Jean Negulesco, sorti en 1950.

## Synopsis
Dans les années 1870, Wheeler est un jeune orphelin qui survit comme éboueur sur les bords de la Tamise. Un jour, il trouve un corps sur les berges et vole un camée. Un gardien de nuit lui apprend que la femme qu'il représente est la Reine Victoria, qui vit recluse au château de Windsor depuis la mort de son mari le Prince Albert, quinze ans auparavant. Wheeler, intrigué par l'apparence maternelle de la reine, décide l'aller à Windsor pour la voir.
Pendant ce temps, le Premier ministre Benjamin Disraeli est en visite au château et informe la reine que sa réclusion donne une image négative de la royauté alors même qu'il n'arrive pas à faire passer un important programme de réformes.
L'arrivée de Wheeler va déclencher une série d'événements qui vont finalement pousser la reine à se montrer en public, où elle va rencontrer la liesse populaire.

## Fiche technique
- Titre original : The Mudlark
- Titre français : Le Moineau de la Tamise
- Réalisation : Jean Negulesco
- Scénario : Nunnally Johnson d'après le roman The Mudlark de Theodore Bonnet
- Photographie : Georges Périnal,  assisté de Denys Coop (cadreur)
- Montage : Thelma Connell (en)
- Musique : William Alwyn
- Direction artistique : C.P. Norman
- Costumes : Margaret Furse et Edward Stevenson
- Son : Buster Ambler
- Producteur : Nunnally Johnson
- Société de production : Twentieth Century Fox
- Société de distribution : Twentieth Century Fox
- Pays de production :  États-Unis |  Royaume-Uni
- Langue originale : anglais
- Format : Noir et blanc — 35 mm — 1,37:1 — Son : Mono (Western Electric Recording)
- Genre : Comédie dramatique, Film historique
- Durée : 94 minutes (1 h 34) (durée indiquée dans le copyright), 99 minutes (1 h 39) aux États-Unis
- Dates de sortie :
  - Royaume-Uni : 30 octobre 1950
  - États-Unis : 28 novembre 1950 (Miami)
  - France : 8 février 1952

## Distribution
- Irene Dunne (VF : Hélène Tossy) : la reine Victoria
- Alec Guinness (VF : Gérard Férat) : Benjamin Disraeli
- Andrew Ray (VF : Jackie Gencel) : Wheeler
- Beatrice Campbell : Lady Emily Prior
- Finlay Currie (VF : Jean Toulout) : John Brown
- Anthony Steel (VF : Michel André) : Lieutenant Charles McHatten
- Raymond Lovell (en) (VF : Raymond Rognoni) : Sergent Naseby
- Marjorie Fielding (en) (VF : Cécile Dylma) : Lady Margaret Prior
- Constance Smith : Kate Noonan
- Edward Rigby (VF : Paul Forget) : le gardien de nuit
- Ronan O'Casey (VF : Lucien Bryonne) : Slattery
- Kynaston Reeves (VF : Jacques Berlioz) : Sir Henry Ponsonby
- Ernest Clark (VF : René Arrieu) : Hammond, le secrétaire de Disraeli
- Patricia Hitchcock (VF : Rolande Forest) : la servante

## Récompenses et distinctions
- Oscars 1952 : nomination de Margaret Furse et Edward Stevenson pour l'Oscar de la meilleure création de costumes (film en noir et blanc)